# Marghusor-Seen
Die Marghusor-Seen (tadschikisch Ҳафткӯл Haftkūl, deutsch ‚Siebenseen‘ – der internationale Name stammt vom größten der Seen, dem Marghusor [Марғузор]), auch Marguzor-Seen geschrieben, sind sieben Seen im tadschikischen Teil des Hissargebirges.

## Legende
Einer alten Legende nach entstanden die Seen, nachdem ein Mann in dem Tal verloren ging. Seine sieben Töchter suchten ihn im Hissargebirge, konnten ihn aber nicht finden und begannen zu weinen. Sie füllten mit ihren Tränen das Tal und ertranken schließlich. Die sieben Seen stehen mit ihrer Schönheit und Verschiedenheit für die sieben Töchter.

## Seen
Die sieben Seen sind:
- Mischgon (Мижгон), gelegen auf 1640 m über dem Meeresspiegel. Der Mischgon liegt zwischen zwei Berghängen und hat daher eine schmale Form.
- Soja (Соя, russisch Сая Saja), 1740 m, der Name bedeutet übersetzt ‚Schatten‘, da die Sonne nie auf die Oberfläche scheint.
- Huschjor (Ҳушёр, russisch Гушор Guschor), 1770 m, der Huschjor ist Startpunkt vieler Kletter- und Wandertouren. Früher gab es hier auch einen Campingplatz, der aber von einer Schlammlawine zerstört wurde.
- Nofin (Нофин), 1820 m, der Nofin ist mit einer Länge von zwei Kilometern der längste der Marghusor-Seen.
- Churdak (Хурдак), 1870 m, der Name bedeutet übersetzt ‚der Kleine‘, da der Churdak der kleinste aller Marghusor-Seen ist.
- Marghusor (Марғузор), 2140 m, der namensgebende See ist der größte See. Er liegt eingeschlossen von steilen Felswänden und zeichnet sich durch sein tiefblaues Wasser aus.
- Hasortschaschma (Ҳазорчашма), 2332 m, übersetzt ‚tausend Quellen‘, der Hasortschaschma wird gespeist von vielen kleinen Quellen und Flüssen.[1]

Die sieben Seen zeichnen sich durch das klare Wasser aus, dass vor allem als Schmelzwasser von den höhergelegenen Gletschern in die Seen fließt. Auch als Ausflugsziel sind die Seen beliebt, der tadschikische Präsident Emomali Rachmon hat seine Sommerresidenz nahe den Marghusor-Seen.